# Municipio de Albion (condado de Republic)
El municipio de Albion (en inglés, Albion Township) es un municipio del condado de Republic, Kansas, Estados Unidos. Tiene una población estimada, a mediados de 2023, de 130 habitantes.

## Geografía
Está ubicado en las coordenadas 39°57′29″N 97°25′31″O / 39.95806, -97.42528. Según la Oficina del Censo, tiene una superficie total de 92.52 km², de la cual 92.44 km² correspondían a tierra firme y 0.08 están cubiertos de agua.

## Demografía
Según el censo de 2020, en ese momento había 130 personas residiendo en la zona. El 97.69% de los habitantes eran blancos y el 2.31% eran de una mezcla de razas. No había hispanos o latinos viviendo en la región.